# Luna de agosto
Luna de agosto és una pel·lícula espanyola estrenada el 1986, dirigida i produïda per Juan Miñón Echevarría, qui també és autor del guió. Fou candidata al Goya al millor so ens els I Premis Goya. Intenta descobrir el Marroc com a gran escenari cinematogràfic.

## Sinopsi
Una jove espanyola, Ana viatja al Marroc en ple Ramadà per trobar-se amb el seu xicot Miguel a casa del seu soci Abselon a Tànger. És ben rebuda, però el seu promès li ha deixat una nota on diu que ha marxat a Marràqueix per negocis. Li demana que es reuneixi amb ell després de recollir un collar de plata a casa d'un antiquari. A la kashbah es troba un noi de 13 anys, Gibran, que l'acompanya en la seva aventura.

## Repartiment
- Patricia Adriani
- Aiman Mechbal
- Claudia Gravy
- Chema Muñoz
- Maati Zaari